# Ариовист
Ариовист (на латински: Ariovistus, † ок. 54 пр.н.е.) е княз, вожд на германското племе Свеби през I век пр.н.е..
Заселва се на територията на Галия, спечелва си самостоятелност и събира около себе си около 120 хил. германи.
През 59 пр.н.е. Юлий Цезар помага Ариовист да получи от Сената признание в качеството му на „приятел на римския народ“. Но когато недоволните от властта на Ариовист галски племена се обръщат за помощ към Юлий Цезар, около 58 пр.н.е., той разбива армията на Ариовист при Везонцио. Раненият вожд, заедно с остатъка от войската си, преминава през Рейн в Германия, където скоро умира.